# Alfred Mathieu Giard
Alfred Mathieu Giard (Valenciennes, 8 agosto 1846 – Orsay, 8 agosto 1908) è stato uno zoologo francese.

## Biografia
Nel 1867 inizia gli studi di scienze naturali presso l'École Normale Supérieure, seguita da un lavoro come préparateur de zoologie presso il laboratorio di Henri de Lacaze-Duthiers (1821-1901) a Parigi. Nel 1872 espone la sua tesi di dottorato sullo studio degli ascidiosi, intitolata Recherche sur les ascidies composées ou sinascidies. Dal 1873 al 1882 fu professore di storia naturale presso la Facoltà di Scienze di Lille. Nel 1874 fondò una stazione biologica a Wimereux per insegnare meglio agli studenti gli organismi marini e terrestri.
Nel 1887 divenne docente presso l'École Normale Supérieure, e dal 1888 fino alla sua morte, fu professore presso la Facoltà di Scienze dell'Università di Parigi. Dopo la sua morte, la stazione Wimereux fu diretta da Maurice Caullery (1868-1958). Tra i suoi numerosi studenti e assistenti vi fu il biologo francese Félix Le Dantec (1869-1917). Giard fu influenzato dalle opere di Ernst Haeckel e considerava il Lamarckismo e il Darwinismo come teorie complementari.
Dal 1904 al 1908 fu presidente della Société de biologie.

## Ricerche
Accreditato per aver fornito una descrizione sulla Giardia lamblia, un parassita protozoo gastrointestinale che prende il nome da lui stesso e dal medico ceco Vilém Dušan Lambl (1824-1895). La malattia associata al parassita è talvolta chiamata giardiasi. Nel 1877 fu il primo scienziato a descrivere il gruppo Orthonectida (parassiti di Ophiurida).
Nel 1894 introdusse il termine "anidrobiosi" (la capacità degli organismi di sopravvivere alla disidratazione).